# Zapotal 1.ª Sección
Zapotal 1.ª Sección es una localidad del municipio de Reforma ubicado en el noroeste del estado mexicano de Chiapas.

## Geografía
La localidad de Zapotal 1.ª Sección se sitúa en las coordenadas geográficas 17°51′14″N 93°13′21″O / 17.853889, -93.222500, a una elevación de 29 metros sobre el nivel del mar.

## Demografía
Según el Conteo de Población y Vivienda 2020, efectuado por el Instituto Nacional de Estadística y Geografía, la localidad de Zapotal 1.ª Sección tiene 209 habitantes, de los cuales 101 son del sexo masculino y 108 del sexo femenino. Su tasa de fecundidad es de 2.34 hijos por mujer y tiene 57 viviendas particulares habitadas.
| Gráfica de evolución demográfica de Zapotal 1.ª Sección entre 1960 y 2020 |
|                                                                           |
| INEGI.                                                                    |